# عماد هواري
عماد هواري (17 مايو 1979)- ممثل وإعلامي لبناني يقدم النشرة الفنية في قناة أرابيكا 

## حياته ومشواره المهني
ولد في بيروت، درس الصحافة والإعلام في الجامعة، خطوته الأولى كانت في السينما عندما شارك فيلم لمن يغني الحب عام 1991 ثم في فيلم “الحب نصيب” من إخراج الراحل حسن الصيفي مع روجينا، بعدها إنتقل إلى التلفزيون ليمثل في مسلسل كذبة بيضاء  قدم بعدها العديد من الأفلام والمسرحيات.
عام 2003 إنتقل إلى قناة روتانا موسيقى ليعمل كمراسل لنشرة أخر الأخبار، قدم أيضا برنامج سكوب عالطاير، وعند توقف القناة عن إنتاج البرامج إنتقل ليقدم برنامج  أرابيكا نيوز على قناة أرابيكا، يكتب عماد هواري في عدة مجلات فنية، غطى أهم المهرجانات والحفلات العربية والدولية.

## أعماله

### تقديم البرامج
برامج تلفزيونية:
- ارابيكا نيوز  2011-حتى الآن،أرابيكا ميوزك
- آخر الأخبار  2003-2010،روتانا موسيقى
- مزازيك 2008[5]راديو روتانا دلتا[6]
- بيروت بالليل ،راديو روتانا دلتا، 2010
- غنيلي غنية، تلفزيون لبنان

برامج إذاعية:
- إذاعة روتانا لبنان
- إذاعة روتانا دلتا
- إذاعة النجوم

### في الغناء
- سجل أغنية «ما بقدر» من كلمات أحمد ماضي وألحان هيثم زياد عام 2004
- سجل أغنية «أنت القمر» عام 2016

### في التمثيل
أفلام:
- الجبال حين تنهار 2002
- ويزول الخطر 2001
- سكرتيرة بابا 2000
- حب تحت الحراسة 1998
- كلاكيت آخر - إخراج كريم ضياء الدين
- عيون ثريا - إخراج فؤاد شرف الدين
- يوم للحياة - إخراج محمد النقلي

مسلسلات:
- حارة برجوان - إخراج احمد صقر
- الجبال حين تنهار - إخراج يوسف شرف الدين
- الميزان - إخراج وعد علامة
- العاصفة تهب مرتين - إخراج ميلاد الهاشم
- كومبارس - إخراج كابي سعد
- سكريتيرة بابا - إخراج كابي سعد
- في حضرة الغياب - 2008 - إخراج نجدت إسماعيل انزور
- حب تحت الحراسة - إخراج محمد النقلي
- يا غافل الك الله - إخراج كابي سعد
- كذبة بيضاء - 2010 - إخراج ليليان بستاني
- قلب المدينة - إخراج طارق النهري
- اللقاء الآخر - 2008 - إخراج ميلاد الهاشم
- دموع العدالة - 2000 - إخراج وصال نعمة
- شكتني ردينة - 1996 - إخراج جنفياف عطالله
- العصفورة - 1995 - إخراج فؤاد شرف الدين

مسرحيات:
- مس بيروت - إخراج جورج فياض
- نينجا ترتلز - إخراج طوني غطاس
- الاسطورة «الشحرورة صباح» - إخراج فادي لبنان
- مسرحية واحد لمون والتاني مجنون

### في السينما
- المرأة والمال - 1996 - إخراج سمير الغصيني (مع ملكة جمال لبنان جويل بحلق)
- الحب نصيب - إخراج حسن الصيفي
- لمن يغني الحب فيلم 1991